# Bhongir
Bhongir è una suddivisione dell'India, classificata come municipality, di 47.451 abitanti, situata nel distretto di Nalgonda, nello stato federato del Telangana. In base al numero di abitanti la città rientra nella classe III (da 20.000 a 49.999 persone).

## Geografia fisica
La città è situata a 17° 30' 39 N e 78° 53' 20 E e ha un'altitudine di 429 m s.l.m..

## Società

### Evoluzione demografica
Al censimento del 2001 la popolazione di Bhongir assommava a 47.451 persone, delle quali 24.090 maschi e 23.361 femmine. I bambini di età inferiore o uguale ai sei anni assommavano a 5.856, dei quali 2.995 maschi e 2.861 femmine. Infine, coloro che erano in grado di saper almeno leggere e scrivere erano 33.129, dei quali 18.889 maschi e 14.240 femmine.